# Metallus pumilus
Metallus pumilus är en stekelart som först beskrevs av Johann Christoph Friedrich Klug 1816.  Metallus pumilus ingår i släktet Metallus, och familjen bladsteklar. Arten är reproducerande i Sverige.